# Richard Cassilly
Richard Cassilly (Washington, 14 dicembre 1927 – Boston, 30 gennaio 1998) è stato un tenore statunitense.

## Biografia
Da bambino ha vissuto a Aberdeen (Maryland) e studiando nella Contea di Harford.
Nel 1946 entra al Peabody Institute (Baltimora) della Johns Hopkins University perfezionandosi poi con Rosa Ponselle.
Nel 1954 canta nella Sinfonia n. 9 (Beethoven) diretto da William Steinberg con l'Orchestra Sinfonica di Pittsburgh ed è Young man nella prima assoluta di The Saint of Bleecker Street diretto da Thomas Schippers per la New York City Opera.
Lo spettacolo venne trasmesso in seguito dalla televisione NBC.
Nel 1959 a New York è Tebaldo ne I Capuleti e i Montecchi con Giulietta Simionato ed Ezio Flagello, al New York City Center è Hindley Earnshaw in Wuthering Heights di Carlisle Floyd con Patricia Neway e debutta all'Opera di Chicago come Laca Klemeň in Jenůfa diretto da Lovro von Matačić.
Nel 1960 a Chicago è Don Josè in Carmen (opera) diretto da von Matačič con Renata Scotto e Robert Merrill e B.F. Pinkerton in Madama Butterfly diretto da Gianandrea Gavazzeni con Leontyne Price ed a New York Orombello in Beatrice di Tenda (dramma) diretto da Nicola Rescigno con Joan Sutherland e Marilyn Horne.
Nel 1962 al New York City Center è Prologue/narrator/Peter Quint ne Il giro di vite (opera) diretto da Julius Rudel con la Neway ed a New Orleans Sam Polk in Susannah di Floyd con Norman Treigle.
Al San Francisco Opera debutta nel 1964 come Max in Der Freischütz.
Al Grand Théâtre di Ginevra nel 1965 è Raskolnikoff di Heinrich Sutermeister.
Nel 1966 a San Francisco è Brother Grigori in Boris Godunov (opera) con Ramón Vinay e Aegisthus in Elettra (Strauss) con Amy Shuard e Regina Resnik.
Nel 1968 debutta al Royal Opera House, Covent Garden di Londra come Laca Klemeň in Jenůfa diretto da Rafael Kubelík con Astrid Varnay seguito da Otello (Verdi) diretto da Georg Solti con Tito Gobbi ed a Edimburgo come Erik in Der Fliegende Holländer con Hans Sotin ed Anja Silja per l'Opera di Amburgo seguito da Peter Grimes diretto da Alexander Gibson per la Scottish Opera a Newcastle upon Tyne ed Edinburgh.
Nel 1970 al Teatro alla Scala di Milano è Sansone in Sansone e Dalila (opera) diretto da Georges Prêtre con Shirley Verrett e Robert Massard e debutta al Wiener Staatsoper come protagonista di Tannhäuser (opera) diretto da Hans Swarowsky con Eberhard Waechter, Anton Dermota e Rita Streich.
Nel 1971 a Londra è Siegmund in Die Walküre con Helga Dernesch, Karl Ridderbusch e la Shuard, a Vienna Canio in Pagliacci (opera) con Wilma Lipp ed Aldo Protti ed a San Diego Calaf in Turandot.
Nel 1972 a San Francisco è Radames in Aida e Mayor in The Visit of the Old Lady di Gottfried von Einem con la Resnik.
Nel 1973 debutta al Metropolitan Opera House di New York come Radames in Aida diretto da Francesco Molinari Pradelli con Lucine Amara, Cornell MacNeil, Giorgio Tozzi e James Morris ed all'Opéra National de Paris come Manrico ne Il trovatore con Fiorenza Cossotto ed a Londra Tannhäuser con Colin Davis (direttore d'orchestra), Ridderbusch, Robert Lloyd e Jessye Norman.
Nel 1974 a Parigi è Aegisth in Elektra diretto da Karl Böhm con Birgit Nilsson, Leonie Rysanek, Tom Krause e Christa Ludwig ed a Vienna Mario Cavaradossi in Tosca (opera) con Giuseppe Taddei ed Erich Kunz, Herodes in Salomè (opera) con la Rysanek e Waechter e Radames in Aida con Martina Arroyo e Ridderbusch.
Nel 1975 a Londra è Drum Major in Wozzeck con la Silja.
Nel 1976 è Tristan in Tristan und Isolde diretto da Peter Maag al Teatro Regio di Torino, canta in Das Lied von der Erde con Andrew Davis (direttore d'orchestra) e Janet Baker alla Scala e Troilus in Troilus and Cressida di William Walton con Richard Van Allan, la Baker e Lloyd a Londra.
Nel 1977 a Parigi è Otello diretto da Nello Santi con Sherrill Milnes, Margaret Price e Jane Berbié e Siegmud in Die Walküre con la Dernesch e la Ludwig ed a Londra Peter Grimes con Lloyd e Thomas Allen e Heather Harper ed Aeneas in Les Troyens diretto da Colin Davis con Yvonne Minton ed Ann Murray.
Nel 1978 al Metropolitan è Tannhäuser diretto da James Levine con Bernd Weikl, Grace Bumbry, John Macurdy e Kathleen Battle cantando fino al 1990 in 158 recite al Met.
Nel 1979 a Ginevra è Tannhäuser con Sotin, Éva Marton e Weikl ed a Londra Herod in Salomè diretto da Zubin Mehta con la Murray, Siegmund Nimsgern e Hildegard Behrens.
Nel 1981 a San Diego è Sam in Susannah con Samuel Ramey.
Nel 1982 a Parigi è Canio in Pagliacci diretto da James Conlon con Catherine Malfitano.
Nel 1983 a San Francisco è Otello diretto da Marek Janowski con Silvano Carroli, Margaret Price e Eric Halfvarson.
Nel 1984 a Parigi è Tannhäuser ed a San Diego Peter Grimes con Peter Glossop.
Al Grand Théâtre de Monte Carlo nel 1985 è Herode in Salomè.
Nel 1986 è Jimmy Mahoney in Ascesa e caduta della città di Mahagonny a Glasgow, Aberdeen, Edinburgh e Newcastle upon Tyne per la Scottish Opera ed Otello con Carroli a San Diego.
Nel 1988 è Tannhäuser diretto da Ferdinand Leitner con Ben Heppner a Chicago.
Dal 1986 ha insegnato alla Boston University.
Era sposato con il soprano del Metropolitan Patricia Craig ed è morto di Emorragia intracerebrale.

## Discografia
- Menotti: The Saint of Bleecker Street - Thomas Schippers, Naxos
- Strauss: Salome - Dietrich Fischer-Dieskau/Gwyneth Jones/Hamburg State Opera Orchestra/Karl Böhm/Mignon Dunn/Richard Cassilly/Wieslaw Ochman, 1971 Deutsche Grammophon
- Tippett, Child of our time - Davis/Minton/Norman/Baker, 1975 Decca
- Walton: Troilus and Cressida - Lawrence Foster/Dame Janet Baker/Richard Cassilly, EMI Warner

## DVD
- Berg: Wozzeck (Hamburg State Opera, 1970) - Toni Blankenheim/Hans Sotin/Kurt Moll/Sena Jurinac/Bruno Maderna, Arthaus Musik
- Beethoven: Fidelio (Hamburg State Opera, 1968) - Anja Silja/Lucia Popp/Hans Sotin/Leopold Ludwig, Arthaus Musik
- Wagner, Tannhäuser - Levine/Cassilly/Marton/Weikl, 1982 Deutsche Grammophon
- Wagner: Die Meistersinger von Nurnberg (Hamburg State Opera, 1970) - Giorgio Tozzi/Toni Blankenheim/Leopold Ludwig, Arthaus Musik